# بنویت موریس
بنویت موریس (انگلیسی: Benoît Maurice؛ زادهٔ ۱۶ سپتامبر ۱۹۷۱) بازیکن فوتبال اهل فرانسه است.
از باشگاه‌هایی که در آن بازی کرده‌است می‌توان به باشگاه فوتبال کلرمون فوت و باشگاه ورزشی آمیان اشاره کرد.